# Rudolf von Hirsch
Rudolf von Hirsch (* 7. November 1875 in München; † 25. Mai 1975 in Planegg) war ein deutscher Physiker und Gutsbesitzer in Schloss Planegg. Hirsch war Überlebender des Holocaust. Rudolf Freiherr von Hirsch gehörte dem Planegger Zweig des ursprünglich jüdischen bayerischen Adelsgeschlechts von Hirsch an.

## Leben
Hirsch, aus einer Bankiersfamilie stammend, studierte nach Ablegung des Abiturs (1894) am Wilhelmsgymnasium München in München und Berlin und schloss sein Studium mit einer Promotion im Bereich Naturwissenschaften ab. In München wurde er Mitglied der katholischen Studentenverbindung Rheno-Bavaria (im KV). Hirsch leitete das Familiengut in Planegg und war zudem  Verfasser wissenschaftlicher Aufsätze im physikalischen Bereich. Ab 1916 nahm er am Ersten Weltkrieg teil und schied als Leutnant der Landwehr 1919 aus der Armee aus. Er wurde mit dem Eisernen Kreuz II. Klasse sowie dem Militärverdienstorden von Bayern mit Schwertern ausgezeichnet.
Hirsch war zunächst mit Elisabeth, geborene McDonald, verheiratet und in zweiter Ehe mit Elisabeth von Kobell. Aus erster Ehe hatte er drei Kinder.
Während der Novemberpogrome 1938 verübten SS-Männer in Zivil unter der Leitung des Kreistagspräsidenten von Oberbayern Christian Weber einen Brandanschlag auf das Schloss Planegg. Hintergrund war die Weigerung Hirschs, Jagdrechte auf seinem Gut an Weber abzutreten. Einige Zimmer des Schlosses brannten aus, da die Feuerwehr durch Waffengewalt am Löschen des Brandes gehindert wurde. Hirsch wurde noch in der Nacht in sogenannte Schutzhaft genommen und war später genötigt, sein Schloss an die Stadt München abzutreten. Die Jagdrechte erhielt schließlich Weber.
Hirsch wurde gemeinsam mit seinem Bruder Karl von Hirsch in das Ghetto Theresienstadt deportiert, wo er am 4. Juni 1942 ankam. Im Theresienstadt-Konvolut ist er als „B-Prominenter“ aufgeführt. In Theresienstadt war er in der Landwirtschaft, einem Chemielabor und schließlich in der Bibliothek tätig und wurde am 8. Mai 1945 durch die Rote Armee befreit. Hirsch, der sich für das Gemeinwohl engagierte, wurde Ehrenbürger von Gräfelfing und Planegg und erhielt 1953 das Verdienstkreuz (Steckkreuz) der Bundesrepublik Deutschland. Hirsch starb 1975 im Alter von 99 Jahren in Planegg.